# Бонифачо (пролив)
Бонифа́чо или Бонифациев пролив (фр. Bouches de Bonifacio, итал. Bocche di Bonifacio) — пролив между островами Корсика и Сардиния, соединяющий Тирренское море с востока и Средиземное море с запада.

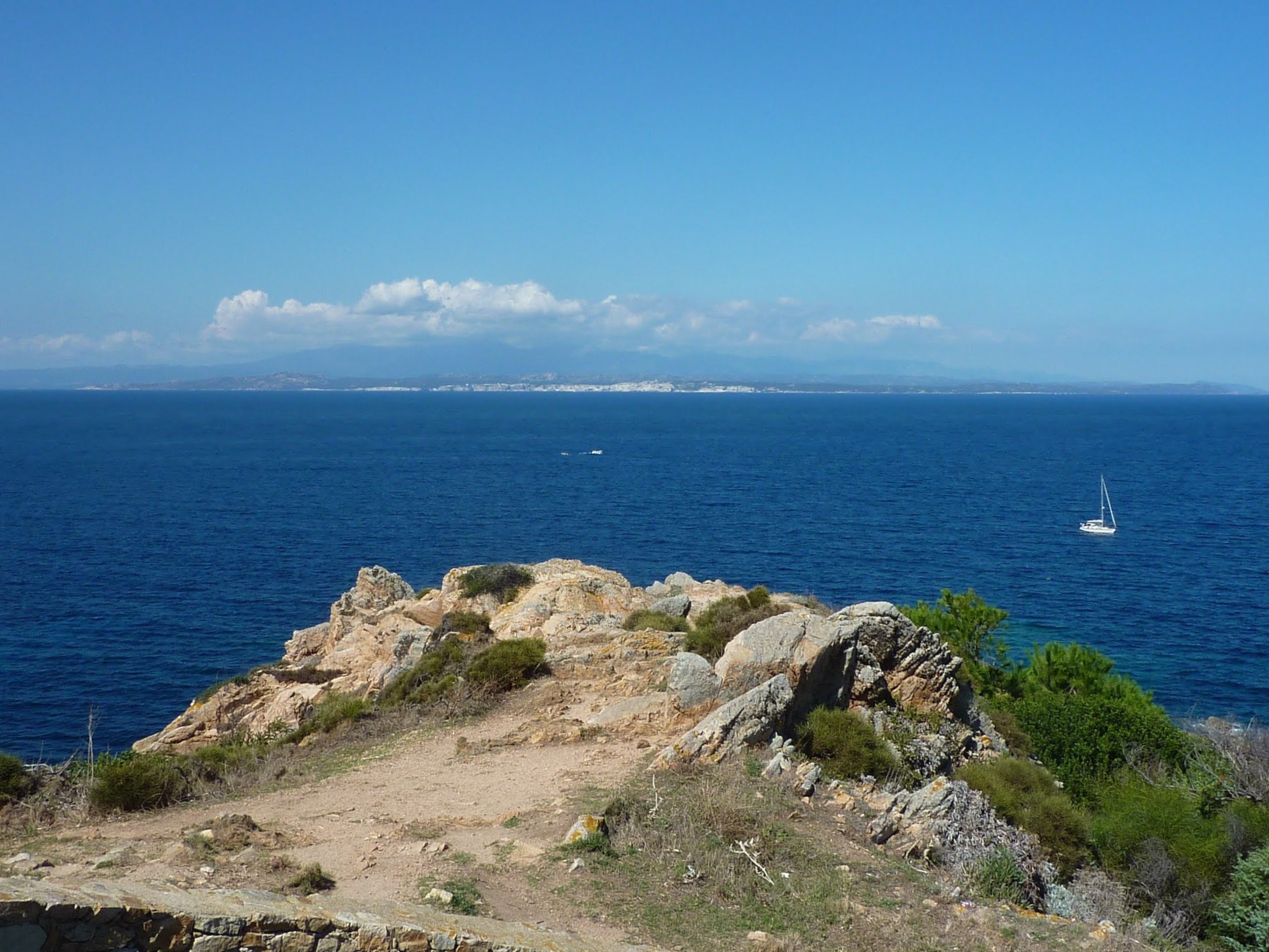
С мыса Тэста на острове Сардиния в ясную погоду хорошо просматривается остров Корсика через пролив Бонифачо.

Ширина пролива — чуть более 11 км, длина — 19 км, глубина — до 69 м.
На северном берегу находятся корсиканский город Бонифачо и одноимённая крепость, от которых он и получил своё название. В проливе расположен маленький архипелаг Лавецци, единственный обитаемый остров которого — Кавалло. На южной стороне пролива на острове Сардиния располагается городок Санта-Тереза-Галлура.
В проливе действует система разделения движения. Суда, следующие через пролив с востока на запад должны связываться для доклада на 16 и 10 каналах УКВ связи с контрольной станцией Пертузату (Pertusato), расположенной на острове Корсика (Франция). Суда, следующие через пролив с запада на восток, должны связываться с контрольной станцией на острове Магдалена (Италия).
В 1986 году подписано, а 15 мая 1989 вступил в силу	Соглашение между правительством Французской Республики и правительством Итальянской Республики о делимитации морских границ в районе пролива Бонифачо.
С 2002 года пролив Бонифачо — кандидат в Предварительном списке на статус объекта Всемирного наследия ЮНЕСКО.